# Stoltenhoff

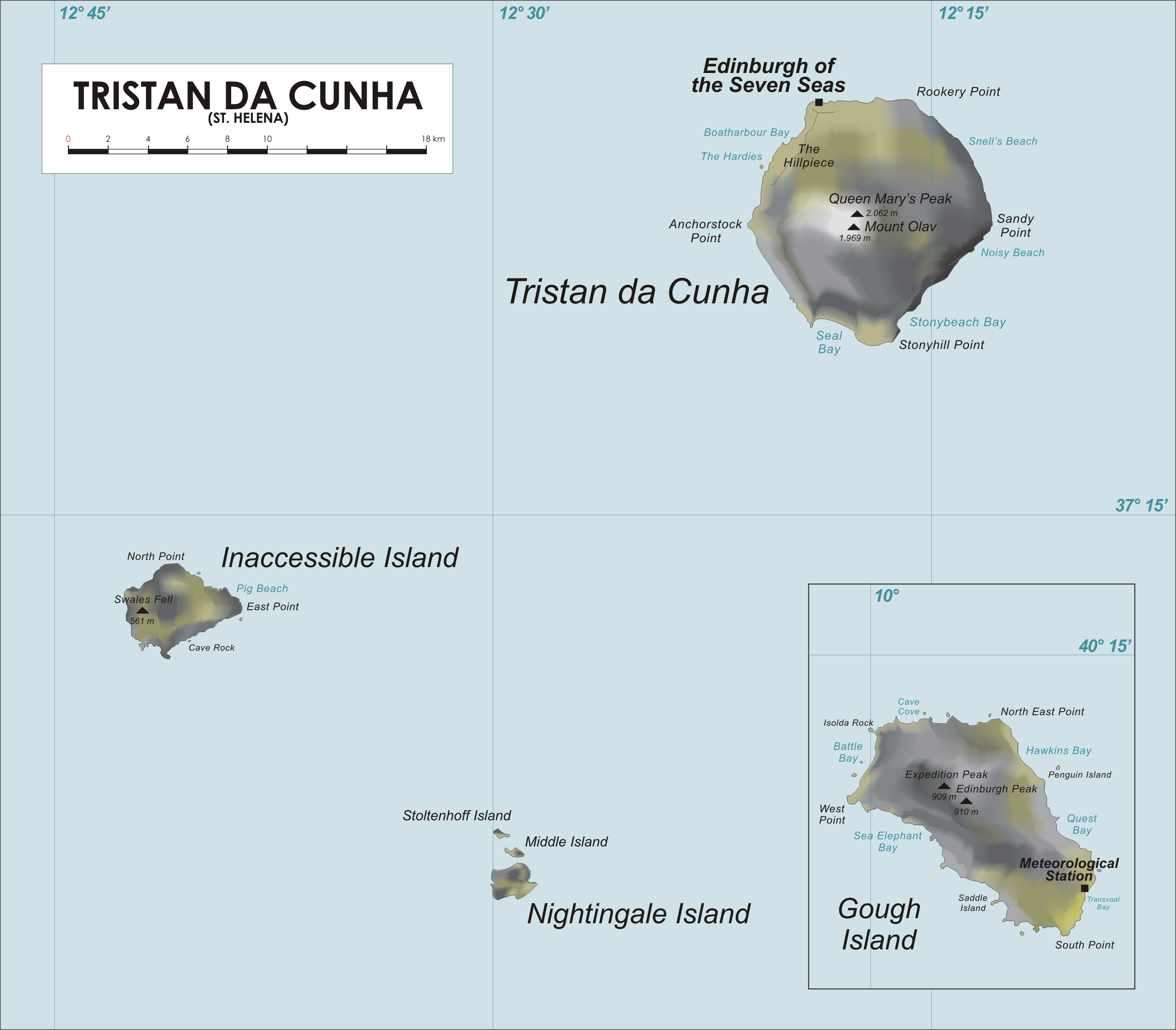
Kaart van Tristan da Cunha, met Stoltenhoff Island voor de kust van Nightingale

Stoltenhoff is een klein onbewoond eiland in de Zuid Atlantische Oceaan, het maakt deel uit van de Nightingale groep. Stoltenhoff is het kleinste eiland van de groep. De eilanden vallen onder het de eilandengroep Tristan da Cunha, een onderdeel van Sint-Helena dat Brits gebied is.
Het eiland is vernoemd naar twee Duitse broers, Gustav en Friedrich Stoltenhoff, die van 1871 tot 1873 geprobeerd hebben om op Inaccessible te leven van de robbenjacht. Hun poging strandde na twee jaar van ontberingen. Ze werden gered door het expeditieschip de Challenger. De kapitein, Sir George Strong Nares (1831-1915) was zo onder de indruk van hun avontuur dat hij besloot hun naam voor de eeuwigheid te bewaren. Hij doopte een nog onbenoemd eilandje voor de kust van Nightingale Stoltenhoff Island.

## Numismatiek
In 2008 is een serie munten uitgegeven met op de voorzijde verschillende zeilschepen. Op de achterkant staat het portret van koningin Elizabeth II en de tekst Queen Elizabeth II - Stoltenhoff Island - 2008. De volgende denominaties zijn gebruikt: 0,5 penny, 1 penny, 2 pence, 5 pence, 10 pence, 20 pence, 25 pence (bimetaal) en 1 crown.
Het verhaal achter de afgebeelde schepen:
0,5 penny:
In de middag van 27 november 1885 gebeurde een ramp bij het eiland toen de ijzeren bark West Riding op Tristan om water vroeg. Na een mislukte aardappeloogst en gedreven door een gebrek aan provisie gingen 19 man aan boord van hun nieuwe reddingsboot (afgebeeld op de munt) tijdens ruw weer om het schip te onderscheppen. Maar net toen ze bij de West Riding aankwamen sloeg een enorme golf over het schip, dat zonk, waarbij op vier na alle bemanningsleden omkwamen.
1 penny:
Portugese 'Carrack' met als kapitein Tristao da Cunha. Dit schip was onderdeel van een vloot van 13 schepen onder commando van Alfonso de Alburquerque, eerste onderkoning van Portugees India, dat onderweg was van Lissabon naar India via Kaap de Goede Hoop. De vloot werd door een storm uiteengeslagen en Da Cunha's schip werd ver naar het zuiden gedreven, waar hij bij de eilanden aankwam die nu nog zijn naam dragen.
2 pence:
Hare Majesteits oorlogsbodem Julia sloeg op 2 oktober 1817 lek op wat nu het Julia Rif genoemd wordt, waardoor 50 scheepslieden het leven verloren.
5 pence:
De Beagle. Op 26 maart 1824 kwam tekenaar/schilder Augustus Earle aan bij het eiland aan boord van de 'Duke of Gloucester' waar hij hoopte wat tekeningen toe te kunnen voegen aan zijn portfolio. Hij kreeg een dag de tijd, maar vanwege een opstekende storm moest de Duke het ruime sop kiezen. De ene dag werden acht maanden, waarbij hij alleen zijn tekenspullen en de kleren die hij aanhad bij zich had. Hij werd opgevangen door de gouverneur en werd later beroemd toen hij met Charles Darwin aan boord van de Beagle meeging en opnieuw het eiland aandeed.
10 pence:
De 450 tonner East Indiaman die onderweg was naar Bombay liep tijdens dichte mist op 23 juli 1821 aan de noordwest kant van Inaccessible Island op de rotsen. Iedereen overleefde in eerste instantie de stranding, maar twee bemanningsleden verdronken toen zij zwemmend de kust trachtten te bereiken. De anderen gingen later aan land en leefden daar enkele maanden in geïmproviseerde tenten, levend van vis, zeevogels en pinguïns. Met een zelfgebouwde boot voeren de timmerman en negen zeelieden naar Tristan. De volgende dag voer gouverneur William Glass met twee schepen naar het eiland en redde zo de rest van de bemanning.
20 pence:
Hare Majesteits Satellite was een oorlogsschip dat Alexander Cotton of Hull als opvolger van William Glass naar het eiland bracht op 21 juni 1821.
25 pence:
Dit was het schip, de West Riding, waarnaar de eilanders op weg waren toen hun scheepje verging ten koste van 15 drenkelingen.
1 crown:
L'Heure du Berger was het eerste schip dat de vijf eilanden van de Tristan archipel onderzocht. Er werd vastgesteld dat er een grote waterval was en een meer.
Deze informatie komt van Joel Anderson, muntenhandelaar uit de VS.
Sint-Helena – Ascension – Tristan da Cunha

Gough (Gough · Isolda Rock · Penguin · Saddle) · Inaccessible (Cave Rock · Inaccessible) · Nightingale-eilanden (Middle · Nightingale · Stoltenhoff) · Tristan da Cunha